# Lars Wichert
Lars Wichert (ur. 28 listopada 1986 r. w Berlinie) – niemiecki wioślarz.

## Osiągnięcia
- Mistrzostwa Świata U-23 – Glasgow 2007 – czwórka podwójna wagi lekkiej – 6. miejsce[1].
- Mistrzostwa Świata – Poznań 2009 – czwórka podwójna wagi lekkiej – 2. miejsce[1].